# Tor Marius Gromstad
Tor Marius Gromstad, né le 8 juillet 1989 à Arendal et retrouvé mort le 14 mai 2012 à Oslo, est un footballeur norvégien.

## Biographie
Formé à Stabæk Fotball, le défenseur norvégien prend part à son premier match en professionnel en 2008.

## Statistiques
| Saison                | Club                  | Championnat           | Championnat | Championnat | Coupe(s) nationale(s) | Coupe(s) nationale(s) | Total | Total |
| Saison                | Club                  | Division              | M.          | B.          | M.                    | B.                    | M.    | B.    |
| 2008                  | Stabæk Fotball        | Tippeligaen           | 3           | 0           | 1                     | 0                     | 4     | 0     |
| 2009                  | Stabæk Fotball        | Tippeligaen           | 3           | 0           | 0                     | 0                     | 3     | 0     |
| 2010                  | Stabæk Fotball        | Tippeligaen           | 8           | 0           | 3                     | 0                     | 11    | 0     |
| 2011                  | Stabæk Fotball        | Tippeligaen           | 16          | 0           | 1                     | 0                     | 17    | 0     |
| 2012                  | Stabæk Fotball        | Tippeligaen           | 6           | 0           | 2                     | 0                     | 8     | 0     |
| Total sur la carrière | Total sur la carrière | Total sur la carrière | 36          | 0           | 7                     | 0                     | 43    | 0     |

## Palmarès
- Stabæk Fotball
  - Champion de Norvège en 2008.

## Décès
Vu pour la dernière fois alors qu'il quitte l'appartement de son frère à Oslo le 12 mai 2012 au matin, Gromstad est porté disparu le soir même. Il est retrouvé mort deux jours plus tard sur un chantier, victime d'une chute accidentelle.